# Melanonotus aterrimus
Melanonotus aterrimus är en insektsart som beskrevs av Max Beier 1960. Melanonotus aterrimus ingår i släktet Melanonotus och familjen vårtbitare. Inga underarter finns listade i Catalogue of Life.